# Szczelina w Ratuszu
Szczelina w Ratuszu – jaskinia, a właściwie schronisko, w Dolinie Kościeliskiej w Tatrach Zachodnich. Wejście do niej znajduje się w Wąwozie Kraków, pod ścianą Ratusza, w pobliżu jaskiń Żółty Schron, Żółta Dziura i Nisza nad Żółtą, na wysokości 1205 metrów n.p.m. Jaskinia jest pozioma, a jej długość wynosi 4,70 (4,50) metrów.

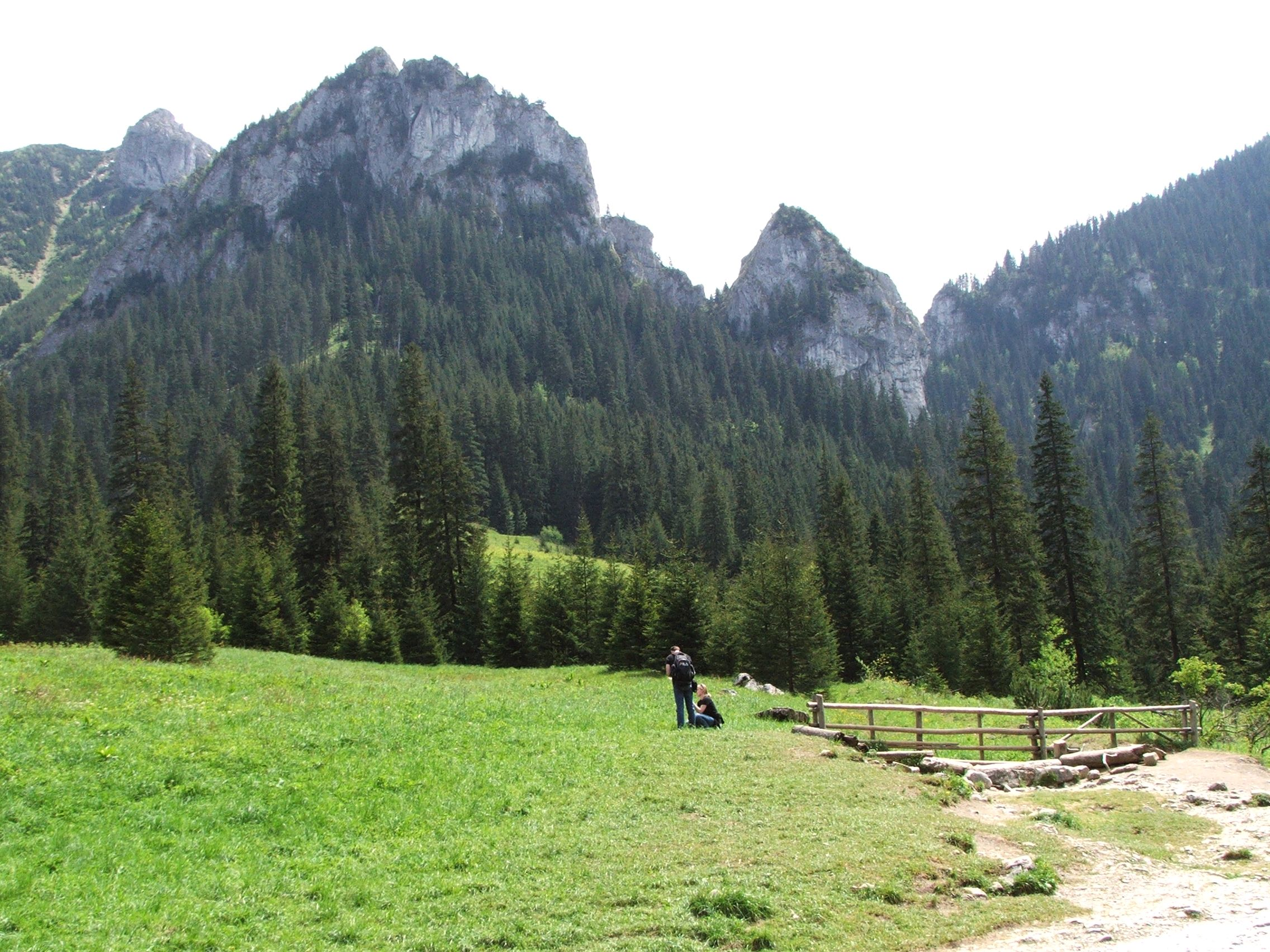
W głębi Ratusz

## Opis jaskini
Jaskinię stanowi szczelinowy, płaski korytarz zaczynający się w trójkątnym otworze (1,2 m szerokości i 1,7 m wysokości) i kończący się ślepo po 4,7 metrów.

## Przyroda
W jaskini można spotkać nacieki grzybkowe. Ściany są wilgotne i spękane, rośną na nich porosty, glony i mchy.

## Historia odkryć
Brak jest danych o odkrywcach jaskini. Jej pierwszy plan i opis sporządziła Izabella Luty przy pomocy B. i J. Iwanickich w 1994 roku.